# Salmankaş-Tunnel
Der Salmankaş-Tunnel (türkisch Salmankaş Tüneli) ist ein Straßentunnel in den türkischen Provinzen Gümüşhane und Bayburt.

## Lage
Der Tunnel verbindet die Provinzstraßen 29-26 und 69-75 auf der Strecke von Araklı über Dağbaşı nach Uğrak in der Nordosttürkei.
Der Tunnel wurde gebaut, um den extrem steilen Aufstieg zum Salmankaş-Pass auf 2280 m Höhe zu umfahren, der Teil der alten Seidenstraße ist, und um den Zugang der Schwarzmeerregion zur Region Ostanatolien zu erleichtern. Der Tunnel soll auch die Problematik der sechs Monate dauernden Passsperrung während der Wintermonate aufgrund der rauen klimatischen Bedingungen durch starken Schneefall, Vereisung und Nebel beenden. Durch den Tunnel verkürzt sich die Route um 16 km, was zu einer Verkürzung der Reisezeit von 2 bis 3,5 Stunden auf 1,5 Stunden führt.

## Baugeschichte
Der Tunnel durchquert den Berg Salmankaş im Pontischen Gebirge und ist ein 4150 m langer Tunnel mit zwei Röhren. Der Bau wurde von der as-yol Yapı A.Ş. ausgeführt, die Baukosten wurden auf 170 Millionen Türkische Lira geschätzt.
Der 1. Spatenstich fand am 23. August 2012 in Anwesenheit des Ministers für Verkehr, Seefahrt und Kommunikation Binali Yıldırım statt. Für den Bau des Tunnels wurde die Neue Österreichische Tunnelbaumethode (NÖT) angewendet. Der Durchbruch im Tunnel wurde am 24. November 2013 erreicht. Insgesamt wurden bei den Bohrungen 346.000 m³ Material abgetragen und 21.000 m³ Spritzbeton verarbeitet.
Am 20. Dezember 2019 wurde der Tunnel für den Verkehr freigegeben.